# Lou Reed (àlbum)
Lou Reed és el primer àlbum en solitari d'en Lou Reed, llançat el 1972, un any i mig després d'abandonar els The Velvet Underground. El disc el formen vuit cançons en aquell moment encara inèdites de la seva antiga banda, més dues de noves, "Going Down" i "Berlin" (aquesta última es va tornar a gravar per al seu àlbum conceptual de 1973 Berlin).
Amb un creixent interès per Velvet Underground, l'àlbum debut de Reed era molt esperat, però el resultat va ser un fracàs comercial i de crítica, arribant només a la posició 189 del Billboard 200.

## Cançons
| Núm. | Títol                 | Lletra   | Música                                                 | Durada |
| ---- | --------------------- | -------- | ------------------------------------------------------ | ------ |
| 1.   | «I Can't Stand It»    | Lou Reed | Lou Reed                                               | 2:37   |
| 2.   | «Going Down»          | Lou Reed | Lou Reed                                               | 2:57   |
| 3.   | «Walk and Talk It»    | Lou Reed | Lou Reed                                               | 3:40   |
| 4.   | «Lisa Says»           | Lou Reed | Lou Reed                                               | 5:34   |
| 5.   | «Berlin»              | Lou Reed | Lou Reed                                               | 5:16   |
| 6.   | «I Love You»          | Lou Reed | Lou Reed                                               | 2:21   |
| 7.   | «Wild Child»          | Lou Reed | Lou Reed                                               | 4:41   |
| 8.   | «Love Makes You Feel» | Lou Reed | Lou Reed                                               | 3:13   |
| 9.   | «Ride into the Sun»   | Lou Reed | Lou Reed, John Cale, Sterling Morrison, Maureen Tucker | 3:16   |
| 10.  | «Ocean»               | Lou Reed | Lou Reed                                               | 5:06   |

## Crèdits
- Lou Reed - guitarra, arranjaments, teclats, veu, producció
- Clem Cattini - percussió
- Helene Francois - harmonia vocal
- Kay Garner - harmonia vocal
- Steve Howe - guitarra
- Les Hurdle - baix
- Paul Keogh - guitarra, guitarra acústica
- Brian Odgers - baix
- Caleb Quaye - guitarra, guitarra acústica, piano
- Rick Wakeman - piano, teclats
- Tom Adams - disseny tapa
- Mike Bobak - enginyer de so
- Ronn Campisi - fotografia
- Richard Robinson - producció